# Heather Mandoli
Heather Mandoli (Kelowna, 25 ottobre 1982) è una canottiera canadese.

## Biografia
Ai mondiali di Eton 2006 si è piazzata 5ª nell'otto.
Ha rappresentato il Canada ai Giochi olimpici estivi di Pechino 2008, classificandosi 4ª nell'otto, con Darcy Marquardt, Andréanne Morin, Sarah Bonikowsky, Romina Stefancic, Buffy Williams, Ashley Brzozowicz, Jane Rumball e Lesley Thompson-Willie.